# Marie-Louise Tenèze
Marie-Louise Tenèze, de soltera Alterauge (1922-2016), fue una etnóloga y folclorista francesa recordada por sus investigaciones sobre los cuentos populares franceses, incluidos los transmitidos de boca en boca. Inspirada por Paul Delarue en la década de 1950, en 2000 terminó su obra Le Conte populaire français: catalogue raisonné des versions de France et des pays de langue française d'outre-mer. También colaboró con investigadores de Gotinga en la Enzyklopädie des Märchens, publicada por De Gruyter. En colaboración con el etnólogo Jean-Michel Guilcher, investigó las danzas tradicionales. En colaboración con Josiane Bru, dedicó el resto de su vida a investigar la historia de los cuentos y tradiciones orales.

## Biografía
Nacida el 24 de agosto de 1922 en Longeville-lès-Saint-Avold, Marie-Louise Alterauge creció en Alsacia. Tras un brillante bachillerato en Bischwiller en 1939, ya que la Universidad de Estrasburgo había sido cerrada, estudió francés, alemán y folclore en la Universidad de Heidelberg, doctorándose en 1944 con una tesis titulada Coutumes et croyances lorraines concernant le feu et l'eau (Costumbres y creencias lorenesas relacionadas con el fuego y el agua). Alentada por su padre, estudió francés, alemán e inglés en la Universidad de Estrasburgo y obtuvo el título de profesora de secundaria en 1947. A continuación, siguió un curso de etnografía en la École du Louvre con Marcel Maget.

## Trayectoria
En 1947 fue contratada por primera vez como becaria por el Centro Nacional para la Investigación Científica (CNRS). Con base en la Universidad de Estrasburgo, recogió mediante un cuestionario datos sobre las publicaciones etnográficas de Alsacia, lo que le permitió contribuir al Atlas folclórico de Francia. En 1948, tras contraer matrimonio, Tenèze se instaló en París, donde comenzó a trabajar en el recién creado Laboratoire d'Ethnographie française. Tras coordinar Le Mois d'ethnographie française (Atlas folklorique de Francia) de 1948 a 1952, fue nombrada directora de publicaciones de la Société d'ethnologie française, donde dirigió la revista trimestral Arts et traditions populaires de 1953 a 1970. Paralelamente, colaboró en la parte francesa de la Bibliographie internationale des arts et traditions populaires, coordinada por Robert Wildhaber con el apoyo de la UNESCO.
Adscrita al Museo Nacional de Artes y Tradiciones Populares, tras la muerte de Paul Delarue en 1956, continuó trabajando en su obra en francés: Le Conte populaire français: catalogue raisonné des versions de France et des pays de langue française d'outre-mer. En 1964 añadió un volumen sobre Contes merveilleux (Cuentos maravillosos), seguido en 1976 por Contes d'animaux (Cuentos de animales) y en 1985 por Contes religieux (Cuentos religiosos).
Durante la segunda mitad del siglo XX, también colaboró con investigadores de Gotinga en la Enzyklopädie des Märchens, publicada por De Gruyter. En colaboración con el etnólogo Jean-Michel Guilcher, investigó las danzas tradicionales. En colaboración con Josiane Bru, dedicó el resto de su vida a investigar la historia de los cuentos y tradiciones orales.
Marie-Louise Tenèze falleció en su casa de París el 12 de octubre de 2016.